# Perković
Perković är en ort i Kroatien.   Den ligger i länet Šibenik-Knins län, i den södra delen av landet, 240 km söder om huvudstaden Zagreb. Perković ligger 187 meter över havet och antalet invånare är 115.
Terrängen runt Perković är huvudsakligen kuperad, men åt nordost är den platt. Runt Perković är det mycket tätbefolkat, med 3 134 invånare per kvadratkilometer. Närmaste större samhälle är Šibenik, 16,3 km väster om Perković. Trakten runt Perković består i huvudsak av gräsmarker.